# Defiance - I giorni del coraggio
Defiance - I giorni del coraggio (Defiance) è un film del 2008 diretto da Edward Zwick, basato su fatti realmente accaduti, raccontati nel romanzo del 1993 Gli ebrei che sfidarono Hitler di Nechama Tec.

## Trama
Durante la seconda guerra mondiale, quattro fratelli ebrei, Tuvia, Zus, Asael e Aron Bielski, scappano dalla Polonia occupata dai nazisti, per rifugiarsi nelle foreste della Bielorussia: qui si uniscono ai partigiani e costruiscono un villaggio che permette di salvare la vita a più di 1200 ebrei.
Il film narra, in maniera romanzata, la storia dei fratelli Bielski, che salvarono dai campi di sterminio alcune migliaia di ebrei, costituendo e difendendo una comunità nelle foreste della Bielorussia.

## Produzione
Edward Zwick iniziò a scrivere lo script del film nel 1999, poco dopo aver ottenuto i diritti del romanzo di Nechama Tec, ma il film andò in produzione solo verso la metà del 2007, con un budget di 50 milioni di dollari. È stato girato in Lituania.
Nella versione italiana, i protagonisti sono doppiati in italiano quando si esprimono in bielorusso, mentre sono sottotitolati quando parlano in russo o in tedesco.
Il film è stato criticato per alcune inesattezze storiche.

## Distribuzione
Il film è stato distribuito nelle sale italiane il 23 gennaio 2009.